# روفوس هندرسون
روفوس هندرسون هو سياسي كندي، ولد في 1779، وتوفي في 5 أبريل 1847.